# Chvojna (distrikt)
Chvojna (bulgariska: Хвойна) är ett distrikt i Bulgarien.   Det ligger i kommunen Obsjtina Tjepelare och regionen Smoljan, i den centrala delen av landet, 150 km sydost om huvudstaden Sofia.
I omgivningarna runt Chvojna växer i huvudsak blandskog. Runt Chvojna är det ganska glesbefolkat, med 23 invånare per kvadratkilometer.